# 山下卓
山下 卓（やました たかし、1967年5月 - ）は、日本のライトノベル作家、ライター、編集者。北海道出身。
代表作に『BLOODLINK』、『メルティランサーシリーズ』など。

## 経歴
20代の頃からフリーライターとして『WIRED』日本語版などにて活動していたが、そこへゲームのノベライズの声がかかり、1996年「メルティランサー～夏の蜃気楼」でデビュー。『Invitation』などにおいてもライターとして参加する。以後、作家としての活動に専念する。アニメーション監督やプロデューサーとも親交が深いらしく、押井守や森本晃司などアニメーション関連の記事を数多く執筆している。また、2009年にアニプレックスとシンクが製作したアニメーション作品『センコロール』ではシナリオアドバイザーとして参加している。2010年12月にDVDリリースされたショート・アニメ・アンソロジー『Amazing Nuts!』内の『GLAS EYE』にて監督デビューする。

## 作品リスト

### 小説

#### メルティランサーシリーズ
1. メルティランサー 夏の蜃気楼（1996年9月 電撃文庫）
2. メルティランサー 2 天空の少女（1997年4月 電撃文庫）
3. メルティランサー 3 ヒトゲノム計画（1997年11月 電撃文庫）
4. メルティランサー 4 いつか見た未来（1999年9月 電撃文庫）

#### メイド イン ドリームシリーズ
1. メイド イン ドリーム 1（2000年9月 電撃文庫）
2. メイド イン ドリーム 2（2000年10月 電撃文庫）
3. メイド イン ドリーム 3 帰らぬ人々（2001年7月 電撃文庫）
4. メイド イン ドリーム SS 短編集（2002年5月 電撃文庫）

#### BLOODLINKシリーズ

##### 本編
1. BLOODLINK 獣と神と人（2001年6月 ファミ通文庫／2013年10月 徳間文庫）
2. BLOODLINK 赤い誓約（2001年11月 ファミ通文庫／2013年11月 徳間文庫）
3. BLOODLINK 夜光（2003年4月 ファミ通文庫／2013年12月 徳間文庫）
4. BLOODLINK 天使の幻影（2004年9月 ファミ通文庫／2014年1月 徳間文庫）- 徳間文庫版では「月下の一群」にサブタイトルを改題
5. BLOODLINK 雪花（2008年3月 - 5月 ファミ通文庫 上下巻／2015年1月 徳間文庫）- 徳間文庫版では合本のうえ「地湧の哭」にサブタイトルを改題

##### 外伝
1. ふたり Days of broken blood（2002年5月 ファミ通文庫／2014年2月 徳間文庫）
2. 刹那 そのとき彼女が願ったこと Days of broken blood（2004年11月 ファミ通文庫／2014年3月 徳間文庫）

#### ノンシリーズ
- 横井小楠（1998年3月 熊本日日新聞社）
- 果南の地（1998年11月 スーパークエスト文庫 上下巻）
- 微細回路少女師団（2001年9月 電撃文庫）
- RUN RUN RUN（2006年3月 徳間書店／2010年12月 徳間文庫）
- ノーサイドじゃ終わらない（2009年4月 エンターブレイン／2013年10月 幻冬舎文庫）
- 神歌（2010年8月 エンターブレイン）
- ぼくらが旅に出る理由（2011年7月 エンターブレイン）

#### 単行本未収録
- 虚儀式 - 「流行り神 警視庁怪異事件ファイル0」（2004年12月 ファミ通文庫）

### 漫画原作
- メルティランサー 蒼月の涙（1999年6月 NORAコミックス）- 画：細雪純

### エッセイ
- 押井言論2012-2015（2016年2月 サイゾー）- 共著：押井守

### アニメ
- センコロール（2009年）シナリオ・スーパーバイザー
- ベルセルク（2016年 - 2017年）脚本
- 6HP/シックスハートプリンセス（2016年 - ）脚本協力

### ゲーム
- 願いの欠片と白金の契約者（2013年 propeller）- シナリオ&プランニング